# Bosnien-Hercegovinas parlament
Bosnien-Hercegovina Parlaments Forsamling (Parlamentarna skupština Bosne i Hercegovine) er Bosnien-Hercegovina parlament, det er et tokammersystem; det ene kammer er Repræsentanternes hus (Predstavnički dom/Zastupnički dom) med 42 medlemmer der vælges af folket for en fireårig periode, det andet kammer er Folkenes hus (Dom Naroda) med 15 medlemmer, der vælges af politikerne.